# 킬리스주

킬리스주의 위치

킬리스주(튀르키예어: Kilis ili)는 튀르키예 중남부에 위치한 주로, 동남아나톨리아 지역에 속한다. 주도는 킬리스이며 면적은 1,642km2, 인구는 114,724명(2006년 기준), 자동차 번호는 79번, 시외전화 지역번호는 0348번이다. 북쪽으로는 가지안테프주와 접하고 있고 남쪽으로는 시리아와 국경을 접한다. 1994년 가지안테프주 남부가 분리되면서 신설되었으며 4개 군을 관할한다.